# ブレディスローカップ
ブレディスローカップ (Bledisloe Cup) は、オーストラリア代表（ワラビーズ）とニュージーランド代表（オールブラックス）の2国間で競う、ラグビーユニオンの賞である。1932年に創設され、現在はザ・ラグビーチャンピオンシップ内の対戦に組み込まれている。

## 概要
ブレディスローカップは、第4代ニュージーランド総督であるブレディスロー卿（Lord Bledisloe）が、1931年に銀のトロフィーを寄贈したことをきっかけに始まった。
当初は第二次世界大戦中を除き、ほぼ2年に1度のペースで毎回2～3試合で競われた。1982年からは毎年行われている。
1996年から、トライネーションズ（後のザ・ラグビーチャンピオンシップ）内で行われるようになった。
2012年から、ザ・ラグビーチャンピオンシップが原則2試合ずつとなるため、2試合の結果でトロフィーの行方が決まる。ワールドカップ開催年の2015年・2019年・2023年は、ザ・ラグビーチャンピオンシップの規模が縮小されるため、1試合の結果で決まる。
2試合実施の場合は、勝敗が「1-1」で引き分けになると、前年の勝利国がトロフィーを「奪われずに守った」ことになり、勝利扱いとなる。そのため、前年の勝利国が1勝した時点で連覇（保持）が決まる。トロフィーを奪取するためには、「2勝」か、「1勝1引き分け」でなければならない。

## 歴史
1931年、オーストラリアラグビー協会はニュージーランドラグビー協会に対して国際対抗戦の開催を提案。オークランドのイーデン・パークで行われ、ニュージーランドが優勝した。オーストラリアラグビー協会は、この年をブレディスローカップの初年としている。
1932年には、ニュージーランドがオーストラリアで試合を行いニュージーランドが2勝1敗で勝利した。ニュージーランドラグビー協会では、実物のトロフィーが渡された1932年が初年だとしている。
1934年はオーストラリアが1勝1引き分けで勝利し、ブレディスローカップが初めてオーストラリアへ渡った。
1982年から1995年までは年1試合または3試合の大会概要に変更され、この期間の通算成績はニュージーランド11勝、オーストラリア3勝となった。
1996年から、ニュージーランド、オーストラリア、南アフリカ共和国による対抗戦トライネーションズに組み込まれた。
1999年から2005年までは年2試合に変更されたが、前年度の優勝チームが1勝するとトロフィーの保持に成功し、トロフィー奪還のためには「2勝」または「1勝0敗1分」が必要になった。
1999年シドニー大会（会場：スタジアム・オーストラリア）では、観客数が107,042人を記録した。
2000年のシドニー大会（会場：スタジアム・オーストラリア）では、観客数過去最大の109,874人を記録した。
2006年に年3試合に戻りこの年はニュージーランドが3勝して優勝。
2007年は、ワールドカップ2007準備のためトライネーションズが短縮されて2試合のみで実施。
2008年から従来の年3試合に加え、海外プロモーションを目的に1試合が追加され計4試合の開催となった。第4試合は大会史上初の海外試合が香港（会場：香港スタジアム、開催日：2008年11月1日（現地時間））で開催された。
2009年にも、年3試合に海外1試合が追加され、10月31日の第4試合は東京（国立競技場）で開催された。第4戦の日本国内向けタイトルスポンサーは日本水産だった。
2010年の海外試合はアメリカ合衆国コロラド州デンバーでの開催が有力視されていたが、2010年5月に香港での開催に決定した。
2018年10月27日、8年ぶりに海外試合が行われ、横浜国際総合競技場（日産スタジアム）で実施した。日本国内向けタイトルスポンサーはキヤノン。
2020年は4試合で競われた。新型コロナウイルス感染症の世界的流行の影響で日程変更もあった。ニュージーランドが3戦目に「2勝1引き分け」で勝ち越しとなり、トロフィー防衛を重ねた。
2021年は当初3試合で競う予定だった。ザ・ラグビーチャンピオンシップ2021開幕1週間前と、開幕日の対戦で、ニュージーランドが2勝し、ブレディスローカップ保持が確定した。感染症対策によるニュージーランドの渡航規制により、最終的に2試合に縮小され、3試合目は行われなかった。

## 対戦結果
勝敗が引き分けの場合は、トロフィー保持国（前回の勝利国）が連覇となる。
| 回 | 年   | 日付     | 会場                                             | ホーム           | スコア | アウェー         | トロフィー 保持国 |
| -- | ---- | -------- | ------------------------------------------------ | ---------------- | ------ | ---------------- | ----------------- |
| 1  | 1932 | 7月2日   | シドニー・クリケット・グラウンド（シドニー）     | オーストラリア   | 22–17  | ニュージーランド | 1                 |
| 1  | 1932 | 7月16日  | エキシビジョン・グラウンド（ブリスベン）         | オーストラリア   | 3–21   | ニュージーランド | 1                 |
| 1  | 1932 | 7月23日  | シドニー・クリケット・グラウンド（シドニー）     | オーストラリア   | 13–21  | ニュージーランド | 1                 |
| 2  | 1934 | 8月11日  | シドニー・クリケット・グラウンド（シドニー）     | オーストラリア   | 25–11  | ニュージーランド | 1                 |
| 2  | 1934 | 8月25日  | シドニー・クリケット・グラウンド（シドニー）     | オーストラリア   | 3–3    | ニュージーランド | 1                 |
| 3  | 1936 | 9月5日   | アスレチック・パーク（ウェリントン）             | ニュージーランド | 11–6   | オーストラリア   | 2                 |
| 3  | 1936 | 9月12日  | カリスブルック（ダニーデン）                     | ニュージーランド | 38–13  | オーストラリア   | 2                 |
| 4  | 1938 | 7月23日  | シドニー・クリケット・グラウンド（シドニー）     | オーストラリア   | 9–24   | ニュージーランド | 3                 |
| 4  | 1938 | 8月6日   | エキシビジョン・グラウンド（ブリスベン）         | オーストラリア   | 14–20  | ニュージーランド | 3                 |
| 4  | 1938 | 8月13日  | シドニー・クリケット・グラウンド（シドニー）     | オーストラリア   | 6–14   | ニュージーランド | 3                 |
| 5  | 1946 | 9月14日  | カリスブルック（ダニーデン）                     | ニュージーランド | 31–8   | オーストラリア   | 4                 |
| 5  | 1946 | 9月28日  | イーデン・パーク（オークランド）                 | ニュージーランド | 14–10  | オーストラリア   | 4                 |
| 6  | 1947 | 6月14日  | エキシビジョン・グラウンド（ブリスベン）         | オーストラリア   | 5–13   | ニュージーランド | 5                 |
| 6  | 1947 | 6月28日  | シドニー・クリケット・グラウンド（シドニー）     | オーストラリア   | 14–27  | ニュージーランド | 5                 |
| 7  | 1949 | 9月3日   | アスレチック・パーク（ウェリントン）             | ニュージーランド | 6–11   | オーストラリア   | 2                 |
| 7  | 1949 | 9月24日  | イーデン・パーク（オークランド）                 | ニュージーランド | 9–16   | オーストラリア   | 2                 |
| 8  | 1951 | 6月23日  | シドニー・クリケット・グラウンド（シドニー）     | オーストラリア   | 0–8    | ニュージーランド | 6                 |
| 8  | 1951 | 7月7日   | シドニー・クリケット・グラウンド（シドニー）     | オーストラリア   | 11–17  | ニュージーランド | 6                 |
| 8  | 1951 | 7月21日  | ザ・ガッバ（ブリスベン）                         | オーストラリア   | 6–16   | ニュージーランド | 6                 |
| 9  | 1952 | 9月6日   | ランキャスター・パーク（クライストチャーチ）     | ニュージーランド | 9–14   | オーストラリア   | 7                 |
| 9  | 1952 | 9月13日  | アスレチック・パーク（ウェリントン）             | ニュージーランド | 15–8   | オーストラリア   | 7                 |
| 10 | 1955 | 8月20日  | アスレチック・パーク（ウェリントン）             | ニュージーランド | 16–8   | オーストラリア   | 8                 |
| 10 | 1955 | 9月3日   | カリスブルック（ダニーデン）                     | ニュージーランド | 8–0    | オーストラリア   | 8                 |
| 10 | 1955 | 9月17日  | イーデン・パーク（オークランド）                 | ニュージーランド | 3–8    | オーストラリア   | 8                 |
| 11 | 1957 | 5月25日  | シドニー・クリケット・グラウンド（シドニー）     | オーストラリア   | 11–25  | ニュージーランド | 9                 |
| 11 | 1957 | 6月1日   | エキシビジョン・グラウンド（ブリスベン）         | オーストラリア   | 9–22   | ニュージーランド | 9                 |
| 12 | 1958 | 8月23日  | アスレチック・パーク（ウェリントン）             | ニュージーランド | 25–3   | オーストラリア   | 10                |
| 12 | 1958 | 9月6日   | ランキャスター・パーク（クライストチャーチ）     | ニュージーランド | 3–6    | オーストラリア   | 10                |
| 12 | 1958 | 9月20日  | エプソム・ショーグラウンズ（オークランド）       | ニュージーランド | 17–8   | オーストラリア   | 10                |
| 13 | 1962 | 5月26日  | エキシビジョン・グラウンド（ブリスベン）         | オーストラリア   | 6–20   | ニュージーランド | 11                |
| 13 | 1962 | 6月4日   | シドニー・クリケット・グラウンド（シドニー）     | オーストラリア   | 5–14   | ニュージーランド | 11                |
| 14 | 1962 | 8月25日  | アスレチック・パーク（ウェリントン）             | ニュージーランド | 9–9    | オーストラリア   | 12                |
| 14 | 1962 | 9月8日   | カリスブルック（ダニーデン）                     | ニュージーランド | 3–0    | オーストラリア   | 12                |
| 14 | 1962 | 9月22日  | イーデン・パーク（オークランド）                 | ニュージーランド | 16–8   | オーストラリア   | 12                |
| 15 | 1964 | 8月15日  | カリスブルック（ダニーデン）                     | ニュージーランド | 14–9   | オーストラリア   | 13                |
| 15 | 1964 | 8月22日  | ランキャスター・パーク（クライストチャーチ）     | ニュージーランド | 18–3   | オーストラリア   | 13                |
| 15 | 1964 | 8月29日  | アスレチック・パーク（ウェリントン）             | ニュージーランド | 5–20   | オーストラリア   | 13                |
| 16 | 1967 | 8月19日  | アスレチック・パーク（ウェリントン）             | ニュージーランド | 29–9   | オーストラリア   | 14                |
| 17 | 1968 | 6月15日  | シドニー・クリケット・グラウンド（シドニー）     | オーストラリア   | 11–27  | ニュージーランド | 15                |
| 17 | 1968 | 6月22日  | バリーモア（ブリスベン）                         | オーストラリア   | 18–19  | ニュージーランド | 15                |
| 18 | 1972 | 8月19日  | アスレチック・パーク（ウェリントン）             | ニュージーランド | 29–6   | オーストラリア   | 16                |
| 18 | 1972 | 9月2日   | ランキャスター・パーク（クライストチャーチ）     | ニュージーランド | 30–17  | オーストラリア   | 16                |
| 18 | 1972 | 9月16日  | イーデン・パーク（オークランド）                 | ニュージーランド | 38–3   | オーストラリア   | 16                |
| 19 | 1974 | 5月25日  | シドニー・クリケット・グラウンド（シドニー）     | オーストラリア   | 6–11   | ニュージーランド | 17                |
| 19 | 1974 | 6月1日   | バリーモア（ブリスベン）                         | オーストラリア   | 16–16  | ニュージーランド | 17                |
| 19 | 1974 | 6月8日   | シドニー・クリケット・グラウンド（シドニー）     | オーストラリア   | 6–16   | ニュージーランド | 17                |
| 20 | 1978 | 8月19日  | アスレチック・パーク（ウェリントン）             | ニュージーランド | 13–12  | オーストラリア   | 18                |
| 20 | 1978 | 8月26日  | ランキャスター・パーク（クライストチャーチ）     | ニュージーランド | 22–6   | オーストラリア   | 18                |
| 20 | 1978 | 9月9日   | イーデン・パーク（オークランド）                 | ニュージーランド | 16–30  | オーストラリア   | 18                |
| 21 | 1979 | 7月28日  | シドニー・クリケット・グラウンド（シドニー）     | オーストラリア   | 12–6   | ニュージーランド | 3                 |
| 22 | 1980 | 6月21日  | シドニー・クリケット・グラウンド（シドニー）     | オーストラリア   | 13–9   | ニュージーランド | 4                 |
| 22 | 1980 | 6月28日  | バリーモア（ブリスベン）                         | オーストラリア   | 9–12   | ニュージーランド | 4                 |
| 22 | 1980 | 7月12日  | シドニー・クリケット・グラウンド（シドニー）     | オーストラリア   | 26–10  | ニュージーランド | 4                 |
| 23 | 1982 | 8月14日  | ランキャスター・パーク（クライストチャーチ）     | ニュージーランド | 23–16  | オーストラリア   | 19                |
| 23 | 1982 | 8月28日  | アスレチック・パーク（ウェリントン）             | ニュージーランド | 16–19  | オーストラリア   | 19                |
| 23 | 1982 | 9月11日  | イーデン・パーク（オークランド）                 | ニュージーランド | 33–18  | オーストラリア   | 19                |
| 24 | 1983 | 8月20日  | シドニー・クリケット・グラウンド（シドニー）     | オーストラリア   | 8–18   | ニュージーランド | 20                |
| 25 | 1984 | 7月21日  | シドニー・クリケット・グラウンド（シドニー）     | オーストラリア   | 16–9   | ニュージーランド | 21                |
| 25 | 1984 | 8月4日   | バリーモア（ブリスベン）                         | オーストラリア   | 15–19  | ニュージーランド | 21                |
| 25 | 1984 | 8月18日  | シドニー・クリケット・グラウンド（シドニー）     | オーストラリア   | 24–25  | ニュージーランド | 21                |
| 26 | 1985 | 6月29日  | イーデン・パーク（オークランド）                 | ニュージーランド | 10–9   | オーストラリア   | 22                |
| 27 | 1986 | 8月9日   | アスレチック・パーク（ウェリントン）             | ニュージーランド | 12–13  | オーストラリア   | 5                 |
| 27 | 1986 | 8月23日  | カリスブルック（ダニーデン）                     | ニュージーランド | 13–12  | オーストラリア   | 5                 |
| 27 | 1986 | 9月6日   | イーデン・パーク（オークランド）                 | ニュージーランド | 9–22   | オーストラリア   | 5                 |
| 28 | 1987 | 7月25日  | コンコード・オーバル（シドニー）                 | オーストラリア   | 16–30  | ニュージーランド | 23                |
| 29 | 1988 | 7月3日   | コンコード・オーバル（シドニー）                 | オーストラリア   | 7–32   | ニュージーランド | 24                |
| 29 | 1988 | 7月16日  | バリーモア（ブリスベン）                         | オーストラリア   | 19–19  | ニュージーランド | 24                |
| 29 | 1988 | 7月30日  | コンコード・オーバル（シドニー）                 | オーストラリア   | 9–30   | ニュージーランド | 24                |
| 30 | 1989 | 8月5日   | イーデン・パーク（オークランド）                 | ニュージーランド | 24–12  | オーストラリア   | 25                |
| 31 | 1990 | 7月21日  | ランキャスター・パーク（クライストチャーチ）     | ニュージーランド | 21–6   | オーストラリア   | 26                |
| 31 | 1990 | 8月4日   | イーデン・パーク（オークランド）                 | ニュージーランド | 27–17  | オーストラリア   | 26                |
| 31 | 1990 | 8月18日  | アスレチック・パーク（ウェリントン）             | ニュージーランド | 9–21   | オーストラリア   | 26                |
| 32 | 1991 | 8月10日  | シドニー・フットボール・スタジアム（シドニー）   | オーストラリア   | 21–12  | ニュージーランド | 27                |
| 32 | 1991 | 8月24日  | イーデン・パーク（オークランド）                 | ニュージーランド | 6–3    | オーストラリア   | 27                |
| 33 | 1992 | 7月4日   | シドニー・フットボール・スタジアム（シドニー）   | オーストラリア   | 16–15  | ニュージーランド | 6                 |
| 33 | 1992 | 7月19日  | バリーモア（ブリスベン）                         | オーストラリア   | 19–17  | ニュージーランド | 6                 |
| 33 | 1992 | 7月25日  | シドニー・フットボール・スタジアム（シドニー）   | オーストラリア   | 23–26  | ニュージーランド | 6                 |
| 34 | 1993 | 7月17日  | カリスブルック（ダニーデン）                     | ニュージーランド | 25–10  | オーストラリア   | 28                |
| 35 | 1994 | 8月17日  | シドニー・フットボール・スタジアム（シドニー）   | オーストラリア   | 20–16  | ニュージーランド | 7                 |
| 36 | 1995 | 7月22日  | イーデン・パーク（オークランド）                 | ニュージーランド | 28–16  | オーストラリア   | 29                |
| 36 | 1995 | 7月29日  | シドニー・フットボール・スタジアム（シドニー）   | オーストラリア   | 23–34  | ニュージーランド | 29                |
| 37 | 1996 | 7月6日   | アスレチック・パーク（ウェリントン）             | ニュージーランド | 43–6   | オーストラリア   | 30                |
| 37 | 1996 | 7月27日  | ラング・パーク（ブリスベン）                     | オーストラリア   | 25–32  | ニュージーランド | 30                |
| 38 | 1997 | 7月5日   | ランキャスター・パーク（クライストチャーチ）     | ニュージーランド | 30–13  | オーストラリア   | 31                |
| 38 | 1997 | 7月26日  | MCG（メルボルン）                                | オーストラリア   | 18–33  | ニュージーランド | 31                |
| 38 | 1997 | 8月16日  | カリスブルック（ダニーデン）                     | ニュージーランド | 36–24  | オーストラリア   | 31                |
| 39 | 1998 | 7月11日  | メルボルン・クリケット・グラウンド（メルボルン） | オーストラリア   | 24–16  | ニュージーランド | 8                 |
| 39 | 1998 | 8月1日   | ランキャスター・パーク（クライストチャーチ）     | ニュージーランド | 23–27  | オーストラリア   | 8                 |
| 39 | 1998 | 8月29日  | シドニー・フットボール・スタジアム（シドニー）   | オーストラリア   | 19–14  | ニュージーランド | 8                 |
| 40 | 1999 | 7月24日  | イーデン・パーク（オークランド）                 | ニュージーランド | 34–15  | オーストラリア   | 9                 |
| 40 | 1999 | 8月28日  | スタジアム・オーストラリア（シドニー）           | オーストラリア   | 28–7   | ニュージーランド | 9                 |
| 41 | 2000 | 7月15日  | スタジアム・オーストラリア（シドニー）           | オーストラリア   | 35–39  | ニュージーランド | 10                |
| 41 | 2000 | 8月5日   | ウエストパック・スタジアム（ウェリントン）       | ニュージーランド | 23–24  | オーストラリア   | 10                |
| 42 | 2001 | 8月11日  | カリスブルック（ダニーデン）                     | ニュージーランド | 15–23  | オーストラリア   | 11                |
| 42 | 2001 | 9月1日   | スタジアム・オーストラリア（シドニー）           | オーストラリア   | 29–26  | ニュージーランド | 11                |
| 43 | 2002 | 7月13日  | ランキャスター・パーク（クライストチャーチ）     | ニュージーランド | 12–6   | オーストラリア   | 12                |
| 43 | 2002 | 8月3日   | スタジアム・オーストラリア（シドニー）           | オーストラリア   | 16–14  | ニュージーランド | 12                |
| 44 | 2003 | 7月26日  | スタジアム・オーストラリア（シドニー）           | オーストラリア   | 21–50  | ニュージーランド | 32                |
| 44 | 2003 | 8月16日  | イーデン・パーク（オークランド）                 | ニュージーランド | 21–17  | オーストラリア   | 32                |
| 45 | 2004 | 7月17日  | ウエストパック・スタジアム（ウェリントン）       | ニュージーランド | 16–7   | オーストラリア   | 33                |
| 45 | 2004 | 8月7日   | スタジアム・オーストラリア（シドニー）           | オーストラリア   | 23–18  | ニュージーランド | 33                |
| 46 | 2005 | 8月13日  | スタジアム・オーストラリア（シドニー）           | オーストラリア   | 13–30  | ニュージーランド | 34                |
| 46 | 2005 | 9月3日   | イーデン・パーク（オークランド）                 | ニュージーランド | 34–24  | オーストラリア   | 34                |
| 47 | 2006 | 7月8日   | ランキャスター・パーク（クライストチャーチ）     | ニュージーランド | 32–12  | オーストラリア   | 35                |
| 47 | 2006 | 7月29日  | ラング・パーク（ブリスベン）                     | オーストラリア   | 9–13   | ニュージーランド | 35                |
| 47 | 2006 | 8月19日  | イーデン・パーク（オークランド）                 | ニュージーランド | 34–27  | オーストラリア   | 35                |
| 48 | 2007 | 6月30日  | メルボルン・クリケット・グラウンド（メルボルン） | オーストラリア   | 20–15  | ニュージーランド | 36                |
| 48 | 2007 | 7月21日  | イーデン・パーク（オークランド）                 | ニュージーランド | 26–12  | オーストラリア   | 36                |
| 49 | 2008 | 7月26日  | スタジアム・オーストラリア（シドニー）           | オーストラリア   | 34–19  | ニュージーランド | 37                |
| 49 | 2008 | 8月2日   | イーデン・パーク（オークランド）                 | ニュージーランド | 39–10  | オーストラリア   | 37                |
| 49 | 2008 | 9月13日  | ラング・パーク（ブリスベン）                     | オーストラリア   | 24–28  | ニュージーランド | 37                |
| 49 | 2008 | 11月1日  | 香港スタジアム（香港）                           | ニュージーランド | 19–14  | オーストラリア   | 37                |
| 50 | 2009 | 7月18日  | イーデン・パーク（オークランド）                 | ニュージーランド | 22–16  | オーストラリア   | 38                |
| 50 | 2009 | 8月22日  | スタジアム・オーストラリア（シドニー）           | オーストラリア   | 18–19  | ニュージーランド | 38                |
| 50 | 2009 | 9月19日  | ウエストパック・スタジアム（ウェリントン）       | ニュージーランド | 33–6   | オーストラリア   | 38                |
| 50 | 2009 | 10月31日 | 国立競技場（東京）                               | ニュージーランド | 32–19  | オーストラリア   | 38                |
| 51 | 2010 | 7月31日  | ドックランズ・スタジアム（メルボルン）           | オーストラリア   | 28–49  | ニュージーランド | 39                |
| 51 | 2010 | 8月7日   | ランキャスター・パーク（クライストチャーチ）     | ニュージーランド | 20–10  | オーストラリア   | 39                |
| 51 | 2010 | 9月11日  | スタジアム・オーストラリア（シドニー）           | オーストラリア   | 22–23  | ニュージーランド | 39                |
| 51 | 2010 | 10月30日 | 香港スタジアム（香港）                           | オーストラリア   | 26–24  | ニュージーランド | 39                |
| 52 | 2011 | 8月6日   | イーデン・パーク（オークランド）                 | ニュージーランド | 30–14  | オーストラリア   | 40                |
| 52 | 2011 | 8月27日  | ラング・パーク（ブリスベン）                     | オーストラリア   | 25–20  | ニュージーランド | 40                |
| 53 | 2012 | 8月18日  | スタジアム・オーストラリア（シドニー）           | オーストラリア   | 19–27  | ニュージーランド | 41                |
| 53 | 2012 | 8月25日  | イーデン・パーク（オークランド）                 | ニュージーランド | 22–0   | オーストラリア   | 41                |
| 53 | 2012 | 10月20日 | ラング・パーク（ブリスベン）                     | オーストラリア   | 18–18  | ニュージーランド | 41                |
| 54 | 2013 | 8月17日  | スタジアム・オーストラリア（シドニー）           | オーストラリア   | 29–47  | ニュージーランド | 42                |
| 54 | 2013 | 8月24日  | ウエストパック・スタジアム（ウェリントン）       | ニュージーランド | 27–16  | オーストラリア   | 42                |
| 54 | 2013 | 10月19日 | フォーサイスバースタジアム（ダニーデン）         | ニュージーランド | 41–33  | オーストラリア   | 42                |
| 55 | 2014 | 8月16日  | スタジアム・オーストラリア（シドニー）           | オーストラリア   | 12–12  | ニュージーランド | 43                |
| 55 | 2014 | 8月23日  | イーデン・パーク（オークランド）                 | ニュージーランド | 51–20  | オーストラリア   | 43                |
| 55 | 2014 | 10月18日 | ラング・パーク（ブリスベン）                     | オーストラリア   | 28–29  | ニュージーランド | 43                |
| 56 | 2015 | 8月8日   | スタジアム・オーストラリア（シドニー）           | オーストラリア   | 27–19  | ニュージーランド | 44                |
| 56 | 2015 | 8月15日  | イーデン・パーク（オークランド）                 | ニュージーランド | 41–13  | オーストラリア   | 44                |
| 57 | 2016 | 8月20日  | スタジアム・オーストラリア（シドニー）           | オーストラリア   | 8–42   | ニュージーランド | 45                |
| 57 | 2016 | 8月27日  | ウエストパック・スタジアム（ウェリントン）       | ニュージーランド | 29–9   | オーストラリア   | 45                |
| 57 | 2016 | 10月22日 | イーデン・パーク（オークランド）                 | ニュージーランド | 37–10  | オーストラリア   | 45                |
| 58 | 2017 | 8月19日  | スタジアム・オーストラリア（シドニー）           | オーストラリア   | 34–54  | ニュージーランド | 46                |
| 58 | 2017 | 8月26日  | フォーサイスバースタジアム（ダニーデン）         | ニュージーランド | 35–29  | オーストラリア   | 46                |
| 58 | 2017 | 10月21日 | ラング・パーク（ブリスベン）                     | オーストラリア   | 23–18  | ニュージーランド | 46                |
| 59 | 2018 | 8月18日  | スタジアム・オーストラリア（シドニー）           | オーストラリア   | 13–38  | ニュージーランド | 47                |
| 59 | 2018 | 8月25日  | イーデン・パーク（オークランド）                 | ニュージーランド | 40–12  | オーストラリア   | 47                |
| 59 | 2018 | 10月27日 | 横浜国際総合競技場（横浜）                       | ニュージーランド | 37–20  | オーストラリア   | 47                |
| 60 | 2019 | 8月10日  | オプタス・スタジアム（パース）                   | オーストラリア   | 47–26  | ニュージーランド | 48                |
| 60 | 2019 | 8月17日  | イーデン・パーク（オークランド）                 | ニュージーランド | 36–0   | オーストラリア   | 48                |
| 61 | 2020 | 10月11日 | スカイ・スタジアム（ウェリントン）               | ニュージーランド | 16–16  | オーストラリア   | 49                |
| 61 | 2020 | 10月18日 | イーデン・パーク（オークランド）                 | ニュージーランド | 27–7   | オーストラリア   | 49                |
| 61 | 2020 | 10月31日 | スタジアム・オーストラリア（シドニー）           | オーストラリア   | 5–43   | ニュージーランド | 49                |
| 61 | 2020 | 11月7日  | ラング・パーク（ブリスベン）                     | オーストラリア   | 24–22  | ニュージーランド | 49                |
| 62 | 2021 | 8月7日   | イーデン・パーク（オークランド）                 | ニュージーランド | 33–25  | オーストラリア   | 50                |
| 62 | 2021 | 8月14日  | イーデン・パーク（オークランド）                 | ニュージーランド | 57–22  | オーストラリア   | 50                |
| 63 | 2022 | 9月15日  | ドックランズ・スタジアム（メルボルン）           | オーストラリア   | 37–39  | ニュージーランド | 51                |
| 63 | 2022 | 9月24日  | イーデン・パーク（オークランド）                 | ニュージーランド | 40-14  | オーストラリア   | 51                |
| 64 | 2023 | 7月29日  | メルボルン・クリケット・グラウンド（メルボルン） | オーストラリア   | 37–39  | ニュージーランド | 52                |
| 64 | 2023 | 8月5日   | フォーサイス・バー・スタジアム（ダニーデン）     | ニュージーランド | 40-14  | オーストラリア   | 52                |
| 65 | 2024 | 9月21日  | スタジアム・オーストラリア（シドニー）           | オーストラリア   | 28-31  | ニュージーランド | 53                |
| 65 | 2024 | 9月28日  | スカイ・スタジアム（ウェリントン）               | ニュージーランド | 33-13  | オーストラリア   | 53                |
| 66 | 2025 | 9月27日  | イーデン・パーク, （オークランド）               | ニュージーランド |        | オーストラリア   |                   |
| 66 | 2025 | 10月4日  | オプタス・スタジアム（パース）                   | オーストラリア   |        | ニュージーランド |                   |
| 回 | 年   | 日付     | 会場                                             | ホーム           | スコア | アウェイ         | トロフィー 保持国 |

## トロフィー保持回数
2024年大会までを反映。

### 1932年からの通算
- ブレディスローカップ 全回数：65回
- ニュージーランド 保持回数：53回 - 2003年から22連覇
- オーストラリア 保持回数：12回

### 1996年からの通算
第1回トライネーションズ（現在のザ・ラグビーチャンピオンシップ）が行われた1996年以降の集計。
- ブレディスローカップ 全回数：29回
- ニュージーランド 保持回数：24回 - 2003年から22連覇
- オーストラリア 保持回数：5回